# Ники Бенз
Ники Бенз (енгл. Nikki Benz; 11. децембар 1981) је канадска порнографска глумица.

## Каријера
Ники Бенз је своју каријеру у порно индустрији започела 2003. године. Своју прву улогу је остварила у Strap On Sally 20 где је наступала са порнографском глумицом Џином Лин. док је прву сцену са глумцем снимила са Беном Инглишом. Фотографисала се за многе познате часописе за мушкарце, као што су: Пентхаус, Хастлер, Фокс, Клуб и други. Била је изабрана за љубимицу Пентхауса за месец април 2010. и за љубимицу 2011. године.

## Награде и номинације
- 2006 АВН Награда номинација – Best Couples Sex Scene, Video – Take No Prisoners
- 2006 АВН Награда номинација – Best Supporting Actress, Video – Jack's Teen America 2
- 2006 АВН Награда номинација – Best Tease Performance – Take No Prisoners[6]
- 2008 АВН Награда номинација – Best Three-way Sex Scene – Meet the Fuckers 6[7]
- 2008 F.A.M.E. Award Добитница – Hottest Body[8]
- 2010 XBIZ Award номинација – Pornstar Website of the Year for NikkiBenz.com
- 2010 XBIZ Award номинација – Female Performer of the Year
- 2010 XBIZ Award номинација – Crossover Star of the Year[9]
- 2010 АВН Награда номинација – Best All-Girl Three-Way Sex Scene – Penthouse: Slave for a Night[10]
- 2010 F.A.M.E. Award Добитница - Hottest Body
- 2010 F.A.M.E. Award Добитница - Favorite Breasts[11]
- 2010 Danni Girl of the Month September[12]
- 2011 Penthouse Pet of the Year Добитница[13]
- 2012 АВН Награда номинација - Best Crossover Star
- 2012 Howard Stern's World's Strongest Naked Woman[14]
- 2012 Nightmoves Award Добитница - Best Feature Entertainer Fans Choice[15]
- 2013 XBIZ Award номинација - Crossover Star of the Year[16]
- 2013 АВН Награда номинација - Best Pornstar Website for